# Meherrinia
Meherrinia  — вимерлий рід дельфіновидих ссавців надродини Inioidea з річки Мехеррін, Північна Кароліна, у Сполучених Штатах. Вперше описаний у 2012 році, дельфін за формою є проміжним між живим дельфіном річки Амазонки та дельфіном Ла-Плата, хоча він, ймовірно, більш близький до першого. Однак скам'янілість була виявлена в, як вважають, морських відкладеннях, що датуються пізнім міоценом, тоді як дельфін річки Амазонки є виключно прісноводним видом. Meherrinia може бути, станом на 2012 рік, єдиним відомим морським родом родини Iniidae. Відомий лише один вид — M. isoni.